# Jacques Chevalier (humoriste)
Pour les articles homonymes, voir Jacques Chevalier et Chevalier.
Jacques Chevalier est un humoriste québécois, né le 3 décembre 1961 à Longueuil

## Biographie
Il est né de l'union de Denise et Gérard Chevalier. Titulaire d'un baccalauréat en physique, d'une maîtrise en gestion de projet et d'un diplôme de second cycle en violon, il a développé son humour dans la ville de Longueuil, et plus particulièrement au Collège Édouard-Montpetit.
Lui et André Ducharme ont, entre autres, écrit quelques textes dans le journal étudiant le MotDit, ce qui les a aidés à se produire devant le public. Dans les années 1980, il a participé à quelques émissions du groupe Rock et Belles Oreilles dont fait partie Ducharme. Il est coauteur de la chanson Le Feu sauvage de l'amour.
Plus tard, Jacques Chevalier rencontre d'autres humoristes en herbe et forme le groupe les Bleu Poudre, qui se fera connaître à l'émission 100 Limite. Il poursuit ensuite sa carrière à la radio et à l'émission Taquinons la Planète. 
On le connaît surtout pour ses personnages de « Jacques Chevalier Longueuil » et de « Ginet Robidoux ». Il a également contribué à populariser les expressions « Bazwell » et « manquablement ».
Après 15 années de travail à titre d'humoriste, il se joint en 1998 au Groupe Juste pour rire à titre de producteur. Il a créé la série Comicographie et a produit les émissions Galas Juste pour rire pendant 6 ans. Il a aussi participé à l'émission En route vers mon premier gala Juste pour rire, qui auditionnait des humoriste de la relève. Dans les années 2010, il se consacre essentiellement à la série Les Gags dont il est le coconcepteur. Cette série à succès est vendue dans plus de 140 pays et diffusée par les plus grands diffuseurs de la planète. 
À la suite d'une accusation de plagiat, Rémi Gaillard sort une vidéo le 11 décembre 2017 pour montrer qu'il est lui aussi victime de plagiat. C'est l'émission Just for Laughs: Gags qui est visée, à la suite de la diffusion d'un sketch de 2011, semblable à un sketch de Rémi Gaillard sorti en 2005. Ce plagiat pourrait très bien être de Jacques Chevalier mais il pourrait être aussi de Pierre Girard (si l'on considère qu'ils n'avaient pas de co-auteurs pour faire leurs émissions).